# Jane Dormer
Jane Dormer (født 6. januar 1538 i Eythrope, Waddesdon, død 13. januar 1612) var en engelsk hofdame og protege hos dronning Maria I af England.
Hun var datter af adelsmanden Sir William Dormer og Mary Sidney. Hun giftede sig 1558 med Gómez Suárez de Figueroa y Córdoba, hertug af Feria.

## Liv og gerning
Jane Dormer levede under sin opvækst nær hoffet og var en tid som barn kong Edvard VI's legekammerat. Da hun blev ni år, blev hun indsat i Maria Tudors husholdning og forblev siden der som hofdame. Dormer var katolik, beskrives som en skønhed og blev tidligt en vellidt favorit hos Maria. Hun modtog et frieri fra Edward Courtenay, men trolovedes i stedet efter dronningens ønske i 1554 med den spanske udsending Gómez Suárez de Figueroa y Córdoba, hertug af Feria. Brylluppet blev dog udskudt til lige efter Marias død. Jane Dormer anses for at have haft en del indflydelse ved det engelske hof på grund af sin stilling som monarkens personlige ven og favorit.
I 1558 efterfulgtes Maria af Elisabeth I af England, og året efter emigrerede Dormer sammen med sin ægtefælle, sin kollega Susan Clarencieux og et antal engelske katolikker, munke og nonner til Spanien.
I Spanien blev Jane Dormer en central figur i en koloni af engelske katolikker. Hun havde en brevveksling med både Elisabeth, paven og engelske katolikker, hun støttede genindførelsen af katolicismen i England og tog sig af englændere i udlandet. Hun var respekteret for sin politiske indsigt og blev i 1592 overvejet til stillingen som guvernør i Flandern. Efter ægtefællens død i 1571 forvaltede hun hans gods.